# Interior Chinatown
Interior Chinatown est une série télévisée américaine créée par le showrunner Charles Yu (en), basée sur son roman du même nom publié en 2020. Produite par 20th Television, la série est diffusée sur Hulu le 19 novembre 2024,.

## Synopsis
Willis Wu (Jimmy O. Yang) est un acteur cantonné à des rôles secondaires dans une série policière. Un jour, il est accidentellement témoin d'un crime et se retrouve alors sous les projecteurs.

## Distribution

### Acteurs principaux
- Jimmy O. Yang (VF : Alexandre Nguyen) : Willis Wu
- Ronny Chieng (VF : Jérémy Prévost) : Fatty Choi
- Chloe Bennet (VF : Anaïs Delva) : Détective Lana Lee
- Sullivan Jones (VF : Julien Meunier) : Miles Turner
- Lisa Gilroy (VF : Audrey Sourdive) : Sarah Green
- Diana Lin (VF : Natacha Muller) : Lily Wu
- Archie Kao (VF : François Raison) : Oncle Wong

### Acteurs récurrents
- Tzi Ma (VF : Marc Perez) : Joe Wu
- Annie Chang (VF : Margaux Maillet) : Audrey Chan
- Chau Long (VF : Jérôme Berthoud) : Carl
- Allan McLeod (VF : Jérôme Rebbot) : l'agent de police Felix
- Marlon Young (VF : Rody Benghezala) : Randall, le concierge
- Lauren Tom (VF : Juliette Degenne) : Betty
- Michael J. Harney (VF : Jean-François Aupied) : le chef Walden
- Chris Pang (VF : Stéphane Fourreau) : Grand Frère
- Maury Sterling (VF : Serge Biavan) : Carrey
- Spencer Neville (VF : Aurélien Raynal) : Aidan McDonough

 Source et légende : version française (VF) sur RS Doublage